# Europäische Volksschule Goldschlagstraße
Die Europäische Volksschule Goldschlagstraße ist eine Volksschule im 15. Bezirk in Wien.

## Geschichte
Die Schule wurde 1910 unter Bürgermeister Josef Neumayer erbaut. 1945 leitete Leopold Zechner, der spätere Präsident des Stadtschulrats für Wien, den Wiederaufbau des Wiener Schulwesens nach dem Zweiten Weltkrieg die Schule im Geiste eines freien und demokratischen Österreichs. Nach diesen Worten wurde das gegenwärtigen Angebot der Schule gestaltet, das die Europäische Dimension und die Reformpädagogik im Leitbilds verankert ist.

## Architektur und Gebäude
Das Schulgebäude liegt in einer Wohnstraße mit Sitzbänken ohne Verkehrsaufkommen und hat einen Schulhof mit altem Baumbestand und Spielplatz. Das Gebäude wurde renoviert und dem heutigen Ausstattungsniveau angepasst. Die Schule verfügt über eine Bibliothek, Medienraum, Turnsaal, Lernwerkstätte, Kreativraum, Kleinküche, Gruppenräume für Einzel- und Gruppenbetreuung.

## Pädagogische Arbeit, Ausstattung und Angebote
Die Europäische Volksschule Goldschlagstraße hat eine Klasse der Vorschulstufe mit 6 Schülern und 8 Klassen der 1. bis 4. Schulstufe mit 171 Schülern (Stand: 2014/15).
Schüler ohne deutscher Muttersprache werden auch in ihrer Muttersprache unterrichtet.
Die Schule hat seit September 2017 eine schulische Tagesbetreuung. Die Kinder können zwischen 7:15 und 17:30 in der Schule betreut werden.
Im Jahr 2010 wurde die Schule mit dem Österreichischen Schulpreis ausgezeichnet.
Im Schuljahr 2023/2024 konnte in der Schule ein Buddhistischer Religionsunterricht angeboten und durchgeführt werden.